# Играбельность
Игра́бельность (англ. playability, верный перевод играемость) — качественная характеристика игрового процесса; степень, определяющая, насколько приносит удовольствие и удовлетворение игра во время интерактивного взаимодействия игры и игрока.

## Определение
В общем случае нет строгого и стандартного определения термина «играбельность». Так, это понятие может рассматриваться как «множество свойств для описания опыта игрока при использовании определённой игровой системы, призванной развлекать игрока и приносить ему удовольствие посредством убедительного удовлетворения потребностей игрока, будь то в одиночной игре или в компании». В то же время, термин может рассматриваться в контексте пользовательского интерфейса и взаимодействия с игрой: «играбельность представляет собой сочетание игрового процесса и интерфейса пользователя, что объединяет концепты интуитивности, ненавязчивости, удовольствия и игрового вызова». Однако чтобы избежать конфликтов терминов, в ряде случаев связь с интерфейсом опускают.
Улучшение играбельности ставит перед собой простую задачу: сделать так, чтобы игроку было приятно во время игры. Как следствие, играбельность представляет собой степень того, насколько пользователь получает желаемое, что выражается в удовлетворении игровым контекстом, который зависит от игрового процесса, качества сюжета и других составляющих. К факторам, определяющим играбельность, также относят удобство интерфейса, контроль происходящего, ответная реакция игрового мира, качество интеграции, возможность настройки, сложность, стратегичность и др.

## Свойства
При более подробном рассмотрении играбельности, её значение может быть определяться исходя из следующих характеристик:
- Удовлетворение: насколько игрок наслаждается игровым процессом, в который включены: «веселье» (англ. fun) как основная игровая цель; «разочарование», которого не должно быть слишком много или слишком мало, так как в первом случае игрок бросит игру, а во втором будет недостаточен вызов; «привлекательность» как набор атрибутов, повышающих удовольствие и удовлетворение от игры.
- Обучаемость: способность игрока понять игровой мир и его механики, и далее стать в нём мастером — сюда входят постановка задачи, набор правил, способы взаимодействия с игрой и др. Сюда включаются «игровое знание», «навыки», «сложность», «скорость», «разочарование», «открытие».
- Эффективность: количество времени и ресурсов, которые необходимо потратить игроку для получения игрового опыта; описывается через «полноту» выполнения и «структурированность» элементов.
- Погружение: свойство игры, дающее игроку чувство правдоподобности происходящего в игровом мире, в которое входит «осознанная осведомленность», «абсорбация», «реализм», «гибкость», «социо-культурная близость».
- Мотивация: множество характеристик, мотивирующих игрока пройти игру до конца. Здесь важны «поощрение», «интересность», «самосовершенствование», «разнообразие».
- Эмоциональность: свойства игры, дающие игроку импульс к цепочкам неосознанных действий: «реакция», «поведение», «чувствительность».
- Социализация: характеристики игры, стимулирующие социальные аспекты, удовлетворяющие игроков благодаря формированию отношений с другими игроками. Сюда входят социальное восприятие, групповая идентичность, личная реализация, коммуникации, интерактивное взаимодействие, кооперация и конкуренция.

Таким образом, играбельность является сложным процессом, так как зависит от множества факторов и при этом может рассматриваться с разных точек зрения и построения архитектуры.